# 거제고현중학교
거제고현중학교(巨濟古縣中學校)는 대한민국 경상남도 거제시 고현동에 있는 공립 중학교이다.

## 학교 연혁
- 1955년 3월 1일 : 고현고등공민학교 설립
- 1961년 6월 3일 : 거제고현중학교 개교 (2학급 91명)
- 1962년 11월 24일 : 학교 이전(고현리 384번지)
- 1980년 3월 20일 : 학교 이전(고현리 500번지)
- 2009년 1월 21일 : 학교 이전(고현리 368번지)
- 2023년 2월 10일 : 제60회 졸업식(270명, 총 15,969명)
- 2023년 3월 2일 : 2023학년도 입학생(281명)
- 2023년 9월 1일 : 제25대 김철수 교장 부임

## 참고 자료
- 거제고현중학교 - 한국교육학술정보원 학교알리미